# 1,4-cineool
1,4-cineool, ook wel isocineool of iso-eucalyptol genoemd, is een monoterpeen dat in de natuur voorkomt in verschillende planten. Het is onder meer een bestanddeel van de olie uit de naalden van de jeneverbes of de olie uit de bladeren van de boldo (Peumus boldus). De verbinding wordt ook in sporenhoeveelheid aangetroffen in theeboomolie, de olie geëxtraheerd uit Melaleuca alternifolia (de Australische theeboom).
Het is een isomeer van eucalyptol (1,8-cineool).

## Toepassingen
1,4-cineool is een vloeistof met een verfrissende, kamfer- of muntachtige geur. De stof is door de Amerikaanse Food and Drug Administration toegelaten als voedingsadditief. Ze is ook een cosmetica-ingrediënt met als functie parfum- of geurstof.